# Hanky code

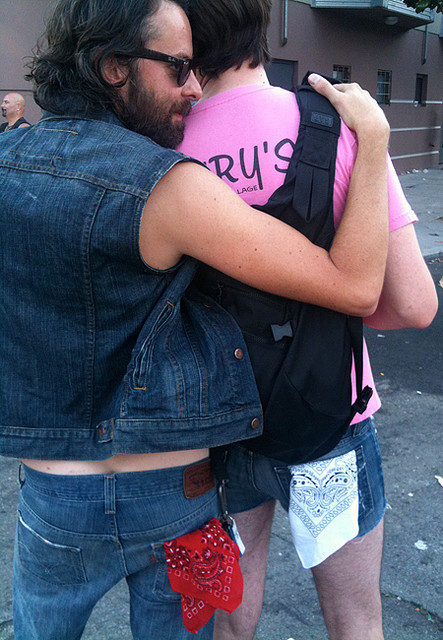
Hanky code

De Hanky code (ook wel zakdoekcode of bandana code genoemd) is een kleurencode die een indicatie geeft voor een seksuele voorkeur of laat zien naar welke vorm van seks gezocht wordt en welke rol (top/dominant of bottom/onderdanig) men daarin heeft. Het wordt gebruikt door mannelijke homoseksuelen op zoek naar gelegenheidsseks of beoefenaren van bdsm in de Verenigde Staten, Canada en Europa. De Hanky code werd veel gebruikt in de jaren zeventig van de twintigste eeuw door homoseksuele en biseksuele mannen. Daarna werd het gebruik overgenomen door alle geslachten en seksuele oriëntaties.
Tegenwoordig is het dragen van gekleurde zakdoeken een manier om verlangens en fetisjismen kenbaar te maken. Het dragen van een zakdoek aan de linkerkant van het lichaam geeft doorgaans aan dat men "top" (iemand die actief is in de voorkeur zoals deze door de kleur wordt aangegeven) is, terwijl het dragen van een zakdoek aan de rechterkant van het lichaam doorgaans aangeeft dat men "bottom" (iemand die passief is in de voorkeur zoals deze door de kleur wordt aangegeven). Het onderscheid tussen links en rechts vindt zijn oorsprong in de homo subcultuur van Leerfetisjisme. Hierbij droegen tops de sleutelbos aan de linkerkant van de riem, terwijl bottoms de rechterkant hiervoor namen. Bandana's kunnen worden gedragen aan de voor- of achterzijde van de broek, rond de nek (met de knoop aan de linker- of rechterzijde), rond de enkel (indien men laarzen draagt of naakt is) of op andere delen van het lichaam.
Er is geen universele code, waardoor er regionale verschillen kunnen bestaan in de betekenissen van de kleuren. Wel is er overeenstemming bij de kleuren die betrekking hebben op algemeen voorkomende seksuele voorkeuren of bij de kleuren waarbij er een duidelijk verband bestaat tussen de kleur en de voorkeur, zoals geel voor urolagnie, bruin voor coprolagnie en zwart voor sm.

## Oorsprong
Het dragen van gekleurde bandana's rond de nek was een algemeen gebruik in het midden en aan het einde van de negentiende eeuw bij cowboys, treinmachinisten en mijnwerkers in het westen van de Verenigde Staten. Er wordt aangenomen dat het dragen van bandana's door homoseksuele mannen zijn oorsprong vindt in San Francisco, aan het einde van de goldrush. Door het tekort aan vrouwen, waren mannen genoodzaakt met elkaar te dansen, waardoor een code ontstond die aangaf welke rol men had tijdens de dans. Hierbij hadden mannen met een rode bandana (gedragen rond de arm, aan de broekriem of in de achterzak) tijdens de dans de rol van de vrouw, terwijl mannen met een blauwe bandana tijdens de dans de rol van de man vervulden.
Het huidige gebruik van de hanky code zou ontstaan zijn eind 1970, begin 1971 in New York. Een journalist van de The Village Voice zou bij wijze van grap hebben aangegeven dat het dragen van verschillende kleuren zakdoeken een makkelijkere en subtielere manier is om een seksuele voorkeur aan te geven dan het dragen van een sleutelbos.

## Voorbeelden
De onderstaande tabel is afkomstig van het boek The Leatherman's Handbook II van de auteur Larry Townsend. Dit boek wordt algemeen gezien als leidend voor de hanky-code. Voor elke kleur geldt het onderscheid tussen links en rechts. Links is hierbij een indicatie voor top, dominant of een actieve rol. Rechts een indicatie voor bottom, onderdanig of een passieve rol. Hierbij dient opgemerkt te worden dat verbale communicatie tussen partners over de praktische invulling van de seksuele voorkeur belangrijk blijft. Soms gebruiken mensen de hanky-code alleen omdat men dit opwindend vindt. Ook kan het gebeuren dat men kleuren gebruikt zonder de achterliggende betekenis te kennen.
| Kleur          | Betekenis           |
| -------------- | ------------------- |
| Zwart          | Sm                  |
| Blauw (Donker) | Anale seks          |
| Blauw (Licht)  | Orale seks          |
| Bruin          | Poepseks            |
| Groen          | Hustler/prostitutie |
| Grijs          | Bondage             |
| Oranje         | Alles kan           |
| Paars          | Piercing            |
| Rood           | Vuistneuken         |
| Geel           | Plasseks            |

De op internet circulerende uitgebreidere lijsten spreken voor zich, en de daarin voorkomende kleuren worden in de praktijk minder gebruikt. De verschillende kleuren bandana's en zakdoeken zijn vaak wel te koop in leershops (inclusief de bijbehorende kleurenkaart met hun betekenissen).
Roze driehoek ·
Regenboogvlag ·
Hanky code ·
Homomonument
 Portaal LHBT